# El doctor Milagro
El doctor Milagro (título original en francés: Le docteur Miracle) es una opereta en un acto con música de Georges Bizet sobre un libreto de Léon Battu y Ludovic Halévy, basado en la obra El día de San Patricio de Sheridan. El estreno tuvo lugar el 9 de abril de 1857. 

## Historia
El doctor Milagro se compuso por un Bizet de dieciocho años, que acababa de recibir un segundo Prix de Rome, con motivo de un concurso de operetas organizado en agosto de 1856 por Jacques Offenbach, deseoso de promover y ampliar el repertorio del théâtre des Bouffes-Parisiens que él dirigía desde hacía un año. Después de una primera evaluación de setenta y ocho candidatos, los seis finalistas debían componer la música de un libreto escrito por Léon Battu y Ludovic Halévy basado en la obra teatral de Richard Brinsley Sheridan, Saint Patrick's Day ("El día de San Patricio", 1775). 
El 29 de diciembre de 1856, Bizet - que había compuesto con anterioridad un par de canciones, una Sinfonía en Do mayor y una opereta no representada, La Maison du docteur  - ganó el primer premio, constituido por una suma de 600 francos y de una medalla de un valor de 150 francos, empatado con Charles Lecocq. Ambas obras se estrenaron el día 8 (Lecocq) y el 9 (Bizet) de abril de 1857 en los Bouffes-Parisiens y se representaron cada una de ellas once veces antes de caer en el olvido.
La obra de Bizet salió finalmente de las bibliotecas en 1951, representándose en el Conservatorio nacional de París. En el año 1995 lo representaron en la Péniche Opéra (junto con la versión de Charles Lecocq). Ha sido posteriormente objeto de grabaciones. Esta ópera rara vez se representa en la actualidad; en las estadísticas de Operabase aparece con sólo 2 representaciones para el período 2005-2010.

## Personajes
| Personaje                                | Tesitura     | Reparto del estreno Director: Jacques Offenbach |
| ---------------------------------------- | ------------ | ----------------------------------------------- |
| Laurette                                 | soprano      | Marie Dalmont                                   |
| Véronique                                | mezzosoprano | Marguerite Macé                                 |
| Capitaine Silvio/Pasquin/Docteur Miracle | tenor        | Gerpré                                          |
| Le Podestat                              | barítono     | Pradeau                                         |

## Trama
El joven capitán Silvio y Laurette, hija del podestá de Padua están enamorados. El padre de la muchacha se opone a su matrimonio, por lo que Silvio se ve obligado a entrar en la casa del Alcalde con diferentes disfraces. El bello militar se disfraza como un nuevo servidor, Pasquin. Encargado de preparar el almuerzo, presenta una tortilla que se revelará como incomestible (cuarteto «Voici l'omelette»). El podestá teme haber sido envenenado por Pasquin/Silvio y hace que llamen al doctor Milagro. Este, que nuevamente no es otro sino Silvio, «salva» al padre de Laurette a cambio de la mano de la chica.

## Números
- Conjunto «La drôle de musique» (todos)
- Aria «Ne me grondez pas pour cela» (Laurette)
- Aria «J'suis plus honnête que je suis bête» (Pasquin)
- Cuarteto «Voici l'omelette» (Laurette, Véronique, Pasquin, le podestat)
- Dúo «En votre aimable compagnie» (Laurette, Pasquin)
- Aria «Dérobez-vous à mon juste courroux» (Le podestat)
- Conjunto «Mon enfant, si tu m'aimes bien» (todos)
- Final «Grâce au miracle de l'amour» (todos)

## Grabaciones
- 1976  : Bruno Amaducci (dir.), Lyliane Guitton (Véronique), Robert Massard (le podestat), Christiane Eda-Pierre (Laurette), Remy Corazza (Silvio), Orquesta nacional de la Radiodifusión francesa  - Opera d'Oro (reeditada en 2004)
- 2002 : Didier Talpain (dir.), Hjordis Thébault (Véronique), Olga Pasichnyk (Laurette), Pierre-Yves Pruvot (le podestat), Yonnis Christopoulos (Silvio), Orquesta Filarmónica de Lublin – BNL